# 卡內貝克縣
卡內貝克縣（英語：Kanabec County）是位於美國明尼蘇達州東部的一個縣，東鄰派恩縣；南鄰伊善提縣；西鄰密爾湖縣：北鄰艾特金縣。面積1,383平方公里，根據美國2010年人口普查數字，共有人口16,239人。縣治莫拉（Mora）。
成立於1858年3月13日。縣名取自斯內克河的「達科他語」。